# Coburg (huyện)
Coburg là một huyện ở bang Bayern, Đức. Huyện này giáp các huyện (từ phía đông theo chiều kim đồng hồ): các huyện of Kronach, Lichtenfels, Bamberg và Haßberge, và bang Thuringia (các huyện Hildburghausen và Sonneberg). Huyện này bao quanh, nhưng không bao gồm thành phố Coburg.

## Lịch sử
Lịch sử huyện này phần lớn chịu ảnh hưởng của thành phố Coburg. Từ năm 1826 đến năm 1918, vùng này thuộc Saxe-Coburg-Gotha (xem Thuringia). Trong một cuộca trưng cầu dân ý năm 1919, phần Coburg của bang này đã quyết định gia nhập Bayern (thống nhất năm 1920). Huyện hiện nay trùng với lãnh thổ đó nhưng không bao gồm thành phố Coburg và vùng đất nằm ngoài Königsberg thuộc huyện Haßberge. Thành phố Neustadt đã là một thành phố không thuộc huyện cho đến năm 1972 và lúc đó đã được hợp nhất vào huyện.

## Địa lý
Huyện này tọa lạc ở vùng đồi giữa Thuringian Slate Mountains thung lũng sông Main.

## Thị xã và đô thị
| Thị xã                                                      | Đô thị                                                                                         | |
| ----------------------------------------------------------- | ---------------------------------------------------------------------------------------------- | -------------------------------------------------------------------------------------------------- |
| 1. Bad Rodach 2. Neustadt bei Coburg 3. Rödental 4. Seßlach | 1. Ahorn 2. Dörfles-Esbach 3. Ebersdorf bei Coburg 4. Großheirath 5. Grub am Forst 6. Itzgrund | 1. Lautertal 2. Meeder 3. Niederfüllbach 4. Sonnefeld 5. Untersiemau 6. Weidhausen 7. Weitramsdorf |